# Giuseppe Luceri
Giuseppe Luceri (San Donato di Lecce, 15 gennaio 1969) è un ex calciatore italiano, di ruolo difensore.

## Carriera
In carriera ha vestito tra le altre le maglie di Lecce in Serie A, con il quale ha esordito il 12 marzo 1989 in Pisa-Lecce (1-1) totalizzando 4 presenze nel corso di due stagioni.
In Serie B ha militato per tre stagioni nelle file del Fidelis Andria e per un anno nell'Ancona. In cadetteria ha totalizzato 112 presenze segnando un gol.

## Palmarès

### Club

#### Competizioni nazionali
- Campionato italiano Serie C1: 2

Fidelis Andria: 1996-1997
Lecce: 1995-1996